# Безкоровайний Макар Кіндратович
Макар Кіндратович Безкоровайний (1906, село Подільської губернії, тепер Красилівського району Хмельницької області — ?) — український радянський діяч, кріпильник, помічник завідувача шахти № 12—15 рудоуправління імені Ворошилова тресту «Нікополь-Марганець» Дніпропетровської області, новатор виробництва. Депутат Верховної Ради УРСР 2—3-го скликань.

## Біографія
Народився у родині селянина-бідняка. Змалку наймитував у багатих селян, працював чорноробом на залізничній станції.
З 1926 року — кріпильник, вибійник на шахтах селища Марганця на Дніпропетровщині. У 1929 році вступив до комсомолу.
Член ВКП(б) з 1931 року.
Зачинатель стахановського руху на шахтах Нікополь-Марганецького басейну.
Під час німецько-радянської війни перебував у евакуації у Свердловській області РРФСР. Працював вибійником на марганцевій шахті Марсятського рудоуправління, на залізорудній шахті Уралу.
Після війни повернувся на рідну шахту. Працював кріпильником, потім — помічником завідувача шахти № 12—15 рудоуправління імені Ворошилова тресту «Нікополь-Марганець» Дніпропетровської області.

## Нагороди
- орден Трудового Червоного Прапора
- орден Знак Пошани
- медалі